# Équipe du Liban de football
Cet article traite de l'équipe masculine. Pour l'équipe féminine, voir Équipe du Liban féminine de football.
Maillots
Actualités
L'équipe du Liban de football est constituée par une sélection des meilleurs joueurs libanais sous l'égide de la fédération libanaise de football association.

## Histoire
Le Liban a connu durant toute son histoire des guerres multiples et n'a donc jamais pu évoluer durablement dans le monde du football professionnel ; plusieurs joueurs d'origines libanaises ont par ailleurs joué pour d'autres équipes nationales, comme :  Pierre Issa (Afrique du Sud), Andrew Nabbout (Australie) 
Le Liban, pays organisateur de la Coupe d'Asie 2000, a bien failli atteindre le dernier tour des éliminatoires de la Coupe du monde Corée/Japon 2002. Les Libanais ont terminé deuxièmes du groupe E, juste derrière la Thaïlande et loin devant le Sri Lanka et la Palestine. Malheureusement, la défaite 1-2 concédée à domicile devant les Thaïlandais s'est avérée fatale et le match nul (2-2) obtenu à l'extérieur ne suffira pas à renverser le cours des choses. Malgré l'élimination, les Libanais ont forcé le respect de leurs adversaires.
Le Liban a notamment pu compter sur quelques joueurs qui évoluaient à l'étranger, comme Roda Antar (Chine), Youssef Mohamad (Allemagne). Pourtant, certaines tensions sont apparues au fil du temps entre les joueurs du cru et les stars étrangères. De ce fait, certains observateurs n'ont pas hésité à affirmer que la présence de ces dernières lors de la Coupe d'Asie 2000 a été globalement négative.
Pour ne rien arranger, l'ancien capitaine de l'équipe nationale (2003), Moussa Hojeij, n'a pas eu que des mots doux à l'encontre du sélectionneur français Richard Tardy. Ce dernier l'avait en effet évincé du groupe. L'échec des Libanais lors des éliminatoires de la Coupe d'Asie 2004 a finalement coûté sa place à Tardi, remplacé par Mohammad Kwid (en). Le nouveau sélectionneur, vainqueur de la Coupe du Liban 2001 avec le modeste club de Shabab Al Sahel FC (en), compte bâtir son groupe autour de la nouvelle génération de footballeurs libanais, emmenée par Abbas Ali Atwi et Mohammad Kassas.
Les jeunes joueurs libanais passent tout près de l'exploit le 18 février 2004, lorsqu'ils rencontrent  la Corée du Sud. Auteurs d'une grande première mi-temps, ils ont manqué de réussite pour convertir le penalty accordé par l'arbitre, et rejoindre les vestiaires avec un but d'avance. En seconde période, les Coréens retrouvent leurs moyens et s'imposent finalement 2-0 grâce à deux buts de Cha Du-ri et Cho Byung-kuk. Dix mois plus tard, les Libanais vont à nouveau causer beaucoup de problèmes à leurs adversaires et arracher le point du match nul 1-1. Malheureusement, ce bon résultat ne suffit pas à sauver le Liban de l'élimination.
En 2008, les éliminatoires pour la Coupe du monde 2010 sont ratés par le Liban, en effet bien il s'était défait de l'Inde au premier tour des qualifications, il perd ses six matchs en phases de poule éliminatoires composée de l'Arabie saoudite, l'Ouzbékistan et de Singapour. En 2009 et 2010, les éliminatoires pour la Coupe d'Asie 2011 ne sont pas plus glorieux, le Liban élimine tout d'abord les Maldives (4-0, 2-1) avant de rater sa phase de poule avec cinq défaites (deux contre la Syrie, deux contre la Chine et une contre le Viêt-Nam) et un match nul contre le Viêt-Nam. À partir de 2010, l'équipe du Liban connaît de bien meilleurs résultats sans toutefois parvenir à se qualifier pour une compétition internationale.
Lors des éliminatoires de la Coupe du monde 2014, le Liban élimine le Bangladesh (4-0, 0-2). Qualifié pour le troisième tour mais nation la plus mal classée au classement FIFA mondial, ils affrontent dans cette phase de poule la Corée du Sud, le Koweït et les Émirats arabes unis. Après une défaite 0-6 contre la Corée du Sud, le Liban joue les troubles fêtes et alignent une série de performances avec des victoires au Koweït (1-0), contre les Émirats arabes unis (3-1) et bat la Corée du Sud à domicile (2-1). Cela les amène à devancer le Koweït et les Émirats arabes unis et à se qualifier avec la Corée du Sud pour le quatrième tour des éliminatoires. Dans cette nouvelle phase de poule, le Liban affronte l'Iran, la Corée du Sud, l'Ouzbékistan et le Qatar. Le Liban ne parviendra pas à surprendre ses adversaires comme au tour précédent mais parvient à battre l'Iran (1-0 à la Cité sportive Camille-Chamoun) et à tenir en échec à domicile l'Ouzbékistan (1-1) et la Corée du Sud (1-1). Malgré sa dernière place, le Liban peut entamer avec optimisme les qualifications pour la Coupe d'Asie 2015.
Depuis 2015, le Liban est désormais dans le top 20 des nations asiatiques. Lors des qualifications pour la Coupe d'Asie des nations 2015, les protégés du sélectionneur italien Giuseppe Giannini se retrouvent dans le même groupe que l'Iran, le Koweït et la Thaïlande. Après une défaite 0-5 contre l'Iran, le Liban bat la Thaïlande (5-2) et tient en échec le Koweït à deux reprises (1-1, 0-0), de nouveau battu par l'Iran à domicile (1-4), elle finit cette phase avec une victoire contre la Thaïlande (5-2). Terminant troisième de son groupe derrière l'Iran et à un point du Koweït, ce dernier réussissant à tenir en échec une fois l'Iran, le Liban espérait décrocher la dernière place qualificative pour la Coupe d'Asie en tant que meilleur troisième, toutefois la Chine ayant le même nombre de points le devance en raison d'une meilleur différence de buts (-1 pour la Chine et -2 pour le Liban).
Lors du 2e tour des éliminatoires pour la Coupe du Monde 2018, le Liban se retrouve dans le groupe G avec la Corée du Sud, le Koweït, la Birmanie et le Laos. Les Cèdres terminent deuxième de leur groupe avec 11 points, juste derrière les Guerriers Taeguk, mais ils ne figurent pas parmi les quatre meilleurs deuxièmes pour accéder au 3e tour. Le Liban prend ensuite part au 3e tour qualificatif pour la Coupe d'Asie des nations 2019 (en), et bénéficie d'un tirage au sort favorable, puisqu'il est confronté à la Corée du Nord, la Malaisie et Hong Kong, dans le groupe B. Les Libanais démarrent leur campagne qualificative par une victoire à domicile (2-0) contre Hong Kong, avant d'enchaîner par un nouveau succès (2-1) en Malaisie suivi d'un match nul (2-2) en Corée du Nord. Le 10 octobre 2017, le Liban effectue un très grand pas vers la qualification en écrasant à domicile la Corée du Nord (5-0), son principal concurrent dans le groupe. Avec 10 points au bout de quatre journées, l'équipe décroche son billet pour la Coupe d'Asie des nations 2019 le 10 novembre 2017, avant même d'affronter Hong Kong ; puisque la Corée du Nord a battu la Malaisie (4-1) et compte cinq points comme Hong Kong. Mais les deux équipes est-asiatiques s'affronteront lors de la dernière journée et ne pourront donc pas dépasser simultanément les Libanais, assurés de terminer à l'une des deux premières places qualificatives. Cette performance constitue une première dans l'histoire du pays par le biais des éliminatoires (le Liban était le pays hôte de la Coupe d'Asie des nations 2000). Le 14 novembre 2017, les Cèdres s'imposent à Hong Kong (1-0) et s'adjugent mathématiquement la première place du groupe.
Bien que Miodrag Radulović (en) et son équipe ne soient pas parvenus à se qualifier pour la Coupe du monde 2018 en Russie, 2017-2018 fut une saison de football à ne pas oublier pour les Cèdres. En effet, ils ont réussi à se qualifier pour la Coupe d'Asie des nations pour la première fois de leur histoire par le biais des éliminatoires. L’équipe nationale a également maintenu une séquence de 16 matchs sans aucune défaite, du 22 mars 2016 au 11 octobre 2018, deuxième meilleure séquence après les détenteurs du record : l'Espagne (35 matchs). Enfin, les Cèdres ont gravi les marches du classement FIFA mondial, et sont passés de la 85e place en 2017 à la 77e place en 2018 (meilleur classement de leur histoire).

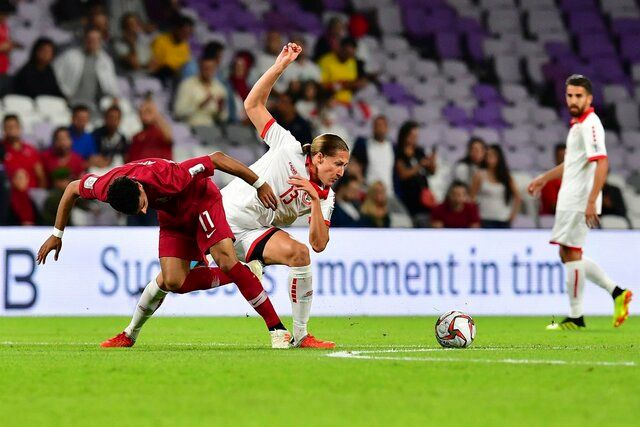
Le Liban lors du match de 1er tour de la Coupe d'Asie 2019 contre le Qatar.

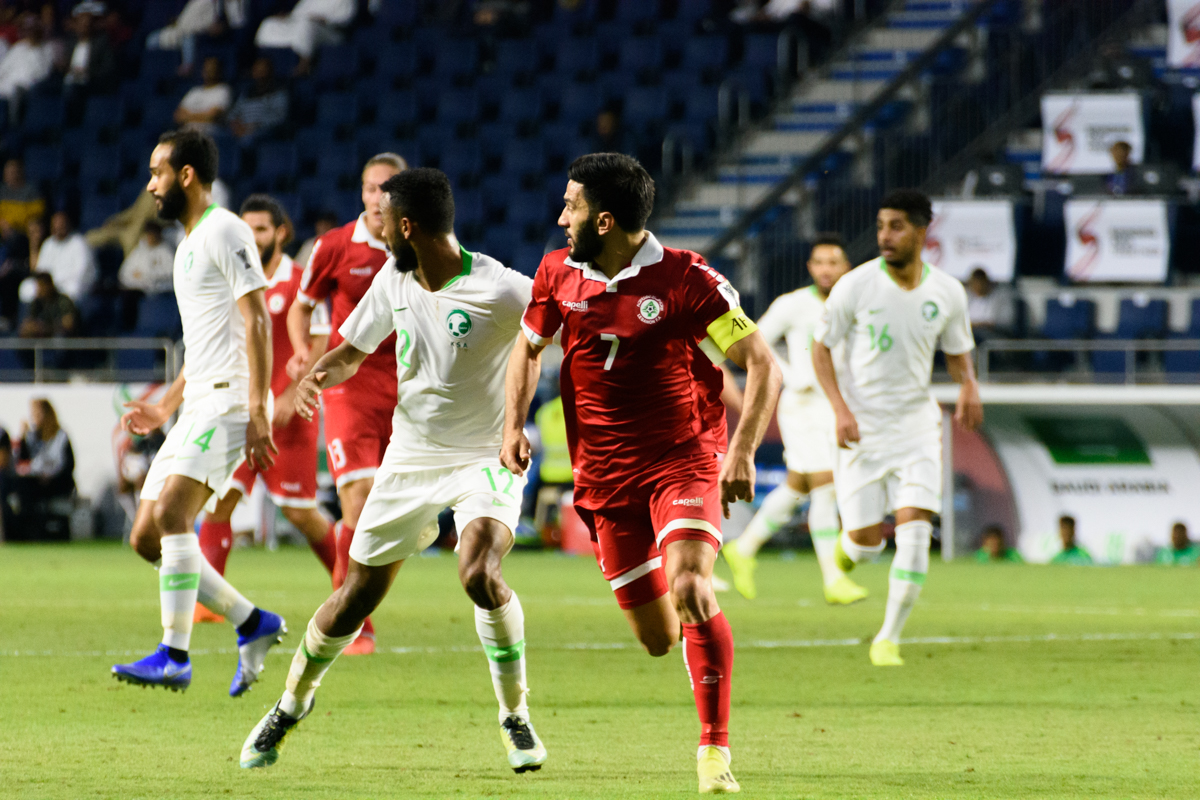
Le Liban lors du match de 1er tour de la Coupe d'Asie 2019 contre l'Arabie saoudite.

Placé dans le groupe E pour la Coupe d'Asie des nations 2019, le Liban est confronté au Qatar, à l'Arabie saoudite et à la Corée du Nord. Les deux premières rencontres se soldent par des défaites, toutes deux sur le score de 2-0, contre le Qatar, futur lauréat de la compétition, ainsi que face à l'Arabie saoudite ; des rencontres au cours desquelles les Libanais ont montré une certaine fébrilité offensive, bien que le Liban s'est vu injustement refusé un but valable pour une position de hors-jeu inexistante contre les Qataris alors que le score était encore vierge. Dans l'obligation de l'emporter sur le plus large score possible face à la Corée du Nord, également battue lors de ses deux premières sorties, pour espérer finir parmi les quatre meilleurs troisièmes et entrevoir une qualification en huitièmes de finale ; les Cèdres réalisent une mauvaise entame de match et sont cueillis à froid dès la neuvième minute de jeu par un but de Pak Kwang-ryong pour les Nord-Coréens. L'équipe entraînée par Miodrag Radulović (en) finit néanmoins par se reprendre et terrasse les Chollima 4-1, se retrouvant à égalité parfaite avec le Viêt Nam (même nombre de points, même différence de buts et même nombre de buts marqués et encaissés). Les deux équipes sont départagées au fair-play : ayant récolté deux cartons jaunes de plus que les Vietnamiens lors des trois matchs de poule (sept jaunes pour les Cèdres, contre cinq pour les Dragons dorés), le Liban termine comme cinquième meilleur troisième et quitte la compétition au premier tour, comme en 2000.
L'équipe connaît ensuite un après-Coupe d'Asie difficile, marqué par l'éviction du sélectionneur Miodrag Radulović (en)  en mai, remplacé par le Roumain Liviu Ciobotariu. Le Liban réalise un Championnat d'Asie de l'Ouest (en) décevant en août 2019, éliminé sans gloire lors des phases de poules avec une seule victoire, contre la Syrie (2-1), pour un nul contre la Palestine (0-0) et deux défaites contre l'hôte irakien (0-1) et de manière plus surprenante le Yémen (1-2) et finissant quatrième du groupe, juste devant les Syriens. Il dispute ensuite le 2e tour des éliminatoires de la Coupe du monde 2022, où il est placé dans le groupe H en compagnie de la Corée du Nord, la Corée du Sud, le Turkménistan et du Sri Lanka. Le 5 septembre 2019, le Liban réalise une entrée en matière ratée, en s'inclinant pour la première fois de son histoire en Corée du Nord (0-2), Hassan Maatouk ayant notamment manqué le penalty du 2-1 à la 74e minute. La sélection se reprend toutefois en venant à bout à domicile du Turkménistan (2-1) le 10 octobre 2019, avant d'enchaîner par un succès (3-0) au Sri Lanka, l'adversaire le plus abordable du groupe, cinq jours plus tard. En novembre 2019, le Liban reçoit tour à tour la Corée du Sud puis la Corée du Nord, rencontres qui se sont disputées à huis clos pour raisons de sécurité à la suite des manifestations en cours dans le pays et qui se sont conclues toutes deux sur le score de 0-0. Le Liban, auteur d'un nul méritoire à domicile contre les Guerriers Taeguk mais incapable de battre ensuite les Chollima, un adversaire qui leur réussissait pourtant historiquement, compromet ses chances de qualifications pour le tour suivant à trois journées de la fin du deuxième tour des éliminatoires.
Cependant, le 16 mai 2021, l'AFC annonce le retrait de la Corée du Nord des éliminatoires ; les craintes liées à la pandémie de Covid-19 seraient à l'origine de ce forfait, à l'instar du forfait du pays pour les Jeux olympiques de 2020. La FIFA et l'AFC ont décidé que tous les résultats des matchs disputés par la Corée du Nord depuis le début du deuxième tour de qualification ne sont plus comptabilisés pour le classement du groupe, ce qui permet au Liban de devancer le Turkménistan et d'être à égalité de points avec la Corée du Sud au nouveau classement, avec deux victoires et un match nul, conservant ses chances de qualification. Grâce à une victoire 3-2 sur le Sri Lanka combinée à un revers un peu plus tard du Turkménistan en Corée du Sud (0-5), le Liban s'assure a minima la deuxième place du groupe. Cependant, les Cèdres sont battus lors des 2 rencontres suivantes contre le Turkménistan (2-3), en encaissant deux buts turkmènes dans les dernières minutes de la partie en infériorité numérique à la suite d'un carton rouge alors que le Liban menait 2-1 ; puis contre la Corée du Sud qui accueillait les dernières rencontres du groupe (1-2) alors que le Liban menait au score à la pause. Les coéquipiers d'Hassan Maatouk terminent deuxième du groupe avec 10 points et une différence de buts de +3 et doivent attendre les dernières rencontres des autres poules pour savoir s'ils feront partie des 5 meilleurs 2e de groupe afin d'accéder au tour suivant. Ces résultats sont finalement favorables et permettent au Liban de se qualifier pour la Coupe d'Asie 2023, sa troisième participation à une phase finale continentale, et de rallier le 3e tour qualificatif pour le Mondial 2022, un dernier tour qualificatif qu'elle avait déjà disputé une fois à l'occasion des qualifications pour la Coupe du monde 2014.
Lors de ce 3e tour qualificatif pour le Mondial 2022, le Liban a alterné le bon et le moins bon même s'il a dans l'ensemble montré des signaux d'amélioration dans le jeu par rapport à ses précédentes sorties. Toutefois les Cèdres pourront nourrit des regrets sur certaines rencontres où ils ont laissé échapper de précieux points dans l'optique de la course à la troisième place de barragiste. Le Liban a ainsi concédé une défaite cruelle en toute fin de match contre l'Iran en encaissant deux buts dans les arrêts de jeu alors qu'il menait 1-0 durant la majeure partie de la rencontre, ce faisant le Liban ne parvient pas à rééditer son exploit des éliminatoires de la Coupe du monde 2014 contre la Team Melli ; ou encore une autre défaite frustrante à domicile contre les Émirats arabes unis lors de la journée suivante, au cours d'une rencontre globalement dominée par les Cèdres qui ont manqué de réussite offensive et qui ont été victimes d'un arbitrage litigieux en toute fin de rencontre (pénalty oublié pour le Liban à la 91e minute tandis que les visiteurs ont fait la différence grâce à un pénalty généreux converti sept minutes plus tôt par Ali Mabkhout). Le Liban perd ensuite tout espoir de qualification lors de l'avant-dernière journée à la suite d'une lourde déconvenue à domicile face à la Syrie (0-3), qui était pourtant déjà mathématiquement éliminée et que le Liban avait battu à l'aller (3-2), au cours d'une rencontre marquée par de nombreux incidents en tribunes de la part de supporters libanais mécontents de la tournure des événements.
En janvier 2024, le Liban a participé à la Coupe d'Asie 2023 : il a été tiré au sort avec le Qatar, pays hôte et tenant du titre, la Chine et le Tadjikistan dans le groupe A. Le Liban a joué le match d'ouverture de la Coupe d'Asie le 12 janvier devant 82 490 spectateurs  au stade de Lusail, qui avait accueilli la finale de la Coupe du monde de la FIFA 2022 13 mois plus tôt. Le Qatar, futur vainqueur de l'épreuve, s'est facilement imposé 3-0. Le Liban a affronté la Chine cinq jours plus tard pour un match nul et vierge. Le 22 janvier, le Liban a entamé le dernier match contre le Tadjikistan en ayant besoin d'une victoire pour se qualifier. Le Libanais Bassel Jradi donnait l'avantage aux siens en début de seconde période, mais le carton rouge de Kassem El Zein les réduisait à 10 à la 52e minute. Le Tadjikistan marquait deux buts en fin de match et éliminait le Liban de la compétition, qui terminait dernier de son groupe avec un seul point.

## Maillots
L’équipe du Liban porte traditionnellement les couleurs rouges et blanches.                                            
| Equipementier      | Période          |
| ------------------ | ---------------- |
| Rapido             | 1995-1996        |
| Erima              | 1996             |
| Adidas             | 1997-2002        |
| A-Line Sports (en) | 2003-2006        |
| Adidas             | 2007             |
| A-Line             | 2008-2012        |
| Adidas             | 2012-2013        |
| Peak               | 2013-2014        |
| Adidas             | 2014-2015        |
| Diadora            | 2015             |
| Capelli Sport (en) | 2015-aujourd'hui |

## Résultats de l'équipe du Liban

### Parcours enCoupe du monde
| Année | Position    |      | Année             | Position |                   | Année | Position |
| 1930  | Non inscrit | 1974 | Non inscrit       | 2010     | Tour préliminaire |       |          |
| 1934  | Non inscrit | 1978 | Non inscrit       | 2014     | Tour préliminaire |       |          |
| 1938  | Non inscrit | 1982 | Non inscrit       | 2018     | Tour préliminaire |       |          |
| 1950  | Non inscrit | 1986 | Forfait           | 2022     | Tour préliminaire |       |          |
| 1954  | Non inscrit | 1990 | Non inscrit       | 2026     | Tour préliminaire |       |          |
| 1958  | Non inscrit | 1994 | Tour préliminaire | 2030     | À venir           |       |          |
| 1962  | Non inscrit | 1998 | Tour préliminaire | 2034     | À venir           |       |          |
| 1966  | Non inscrit | 2002 | Tour préliminaire |          |                   |       |          |
| 1970  | Non inscrit | 2006 | Tour préliminaire |          |                   |       |          |

### Parcours enCoupe d'Asie des nations
| Année | Position          |      | Année             | Position |                        | Année | Position |
| 1956  | Non inscrit       | 1984 | Forfait           | 2011     | Tour préliminaire      |       |          |
| 1960  | Non inscrit       | 1988 | Non inscrit       | 2015     | Tour préliminaire      |       |          |
| 1964  | Non inscrit       | 1992 | Non inscrit       | 2019     | 1er tour               |       |          |
| 1968  | Non inscrit       | 1996 | Tour préliminaire | 2023     | 1er tour               |       |          |
| 1972  | Tour préliminaire | 2000 | 1er tour          | 2027     | Éliminatoires en cours |       |          |
| 1976  | Forfait           | 2004 | Tour préliminaire |          |                        |       |          |
| 1980  | Tour préliminaire | 2007 | Forfait           |          |                        |       |          |

### Classement FIFA
| Année                | 1992 | 1993 | 1994 | 1995 | 1996 | 1997 | 1998 | 1999 |
| Classement mondial   | 161e | 108e | 129e | 134e | 97e  | 90e  | 85e  | 111e |
| Classement asiatique | 30e  | 22e  | 25e  | 25e  | 14e  | 15e  | 15e  | 19e  |

| Année                | 2000 | 2001 | 2002 | 2003 | 2004 | 2005 | 2006 | 2007 | 2008 | 2009 |
| Classement mondial   | 110e | 93e  | 119e | 115e | 105e | 125e | 126e | 134e | 150e | 148e |
| Classement asiatique | 20e  | 16e  | 20e  | 21e  | 21e  | 24e  | 20e  | 22e  | 24e  | 27e  |

| Année                | 2010 | 2011 | 2012 | 2013 | 2014 | 2015 | 2016 | 2017 | 2018 | 2019 | 2020 | 2021 | 2022 | 2023 | 2024 |
| Classement mondial   | 154e | 111e | 127e | 121e | 126e | 134e | 147e | 85e  | 81e  | 89e  | 92e  | 95e  | 100e | 107e | 112e |
| Classement asiatique | 30e  | 16e  | 16e  | 16e  | 16e  | 23e  | 26e  | 12e  | 9e   | 13e  | 13e  | 15e  | 18e  | 20e  | 19e  |

## Liste des sélectionneurs
- 1940 : inconnu
- 1953-1955 :  Vinzenz Dittrich
- 1956 :  Ljubiša Broćić
- 1957 : inconnu
- 1958-1969 :  Joseph Nalbandian (en)
- 1971-1973 :  Joseph Abou Mrad (en)
- 1974-1976 :  Adnan Al Sharqi (en)
- 1976-1978 :  Joseph Abou Mrad (en)
- 1979 : inconnu
- 1987-1993 :  Adnan Al Sharqi (en)
- 1995 :  inconnu
- 1995-1997 :  Terry Yorath
- 1998 :  Diethelm Ferner (en)
- 1998-1999 :  Mahmoud Saâd
- 2000 :  Josip Skoblar
- 2001 :  Theo Bücker
- 2002-2003 :  Richard Tardy
- 2003 :  Mohammad Kwid (en)
- 2003 :  Mahmoud Hammoud (en)
- 2004 :  Adnan Hamad
- 2004 :  Mahmoud Hammoud (en)
- 2004-2005 :  Mohammad Kwid (en)
- 2005 :  Ary Marques (en)
- 2006-2008 :  Adnan Al Sharqi (en)
- 2008-2011 :  Emile Rustom (en)
- 2011-2013 :  Theo Bücker
- 2013-2015 :  Giuseppe Giannini
- 2015-2019 :  Miodrag Radulović (en)
- 2019-2020 :  Liviu Ciobotariu
- 2020-2021 :  Jamal Taha[16]
- 2021-2022 :  Ivan Hašek
- 2022-2023 :  Aleksandar Ilić
- 2023 :  Nikola Jurčević
- depuis 2023 :  Miodrag Radulović[17]

## Les adversaires du Liban de 1940 à aujourd'hui
Tableau actualisé le 11 juin 2025 :
| Pays                 | J   | G  | N  | P   | Bp  | Bc  | Diff |
| -------------------- | --- | -- | -- | --- | --- | --- | ---- |
| Afghanistan          | 1   | 1  | 0  | 0   | 2   | 0   | 2    |
| Algérie              | 3   | 0  | 2  | 1   | 2   | 4   | -2   |
| Arabie saoudite      | 11  | 2  | 3  | 6   | 13  | 17  | -4   |
| Arménie              | 1   | 0  | 0  | 1   | 0   | 1   | -1   |
| Australie            | 4   | 0  | 0  | 4   | 0   | 13  | -13  |
| Bahreïn              | 16  | 3  | 6  | 7   | 20  | 23  | -3   |
| Bangladesh           | 5   | 3  | 1  | 1   | 11  | 3   | 8    |
| Bhoutan              | 1   | 1  | 0  | 0   | 4   | 1   | 3    |
| Birmanie             | 3   | 2  | 1  | 0   | 6   | 3   | 3    |
| Brunei               | 1   | 1  | 0  | 0   | 5   | 0   | 5    |
| Bulgarie             | 1   | 0  | 0  | 1   | 2   | 3   | -1   |
| Cambodge             | 1   | 1  | 0  | 0   | 5   | 1   | 4    |
| Chine                | 6   | 0  | 2  | 4   | 1   | 13  | -12  |
| Chypre               | 2   | 1  | 0  | 1   | 1   | 2   | -1   |
| Corée du Nord        | 9   | 5  | 3  | 1   | 15  | 6   | 9    |
| Corée du Sud         | 15  | 1  | 3  | 11  | 5   | 26  | -21  |
| Djibouti             | 1   | 1  | 0  | 0   | 1   | 0   | +1   |
| Égypte               | 8   | 0  | 1  | 7   | 2   | 20  | -18  |
| Émirats arabes unis  | 15  | 1  | 4  | 10  | 14  | 27  | -13  |
| Équateur             | 1   | 1  | 0  | 0   | 1   | 0   | 1    |
| Estonie              | 1   | 1  | 0  | 0   | 2   | 0   | 2    |
| Gabon                | 1   | 0  | 1  | 0   | 0   | 0   | 0    |
| Géorgie              | 2   | 2  | 0  | 0   | 7   | 4   | 3    |
| Guinée équatoriale   | 1   | 0  | 1  | 0   | 1   | 1   | 0    |
| Hongrie              | 1   | 0  | 0  | 1   | 1   | 4   | -3   |
| Hong Kong            | 4   | 3  | 1  | 0   | 7   | 3   | 4    |
| Inde                 | 9   | 4  | 4  | 1   | 12  | 8   | 4    |
| Irak                 | 17  | 0  | 8  | 9   | 8   | 24  | -16  |
| Iran                 | 12  | 1  | 1  | 10  | 3   | 31  | -28  |
| Jordanie             | 32  | 9  | 14 | 9   | 33  | 30  | 3    |
| Kazakhstan           | 2   | 2  | 0  | 0   | 5   | 1   | 4    |
| Kirghizistan         | 3   | 1  | 2  | 0   | 3   | 1   | 2    |
| Koweït               | 32  | 7  | 10 | 15  | 35  | 53  | -18  |
| Laos                 | 2   | 2  | 0  | 0   | 9   | 0   | 9    |
| Libye                | 5   | 2  | 0  | 3   | 8   | 12  | -4   |
| Macédoine du Nord    | 1   | 1  | 0  | 0   | 1   | 0   | 1    |
| Malaisie             | 3   | 2  | 0  | 1   | 4   | 3   | 1    |
| Maldives             | 5   | 5  | 0  | 0   | 15  | 3   | 12   |
| Malte                | 2   | 0  | 1  | 1   | 0   | 1   | -1   |
| Maroc                | 2   | 0  | 0  | 2   | 0   | 4   | -4   |
| Mauritanie           | 1   | 0  | 1  | 0   | 0   | 0   | 0    |
| Mongolie             | 1   | 0  | 1  | 0   | 0   | 0   | 0    |
| Monténégro           | 1   | 0  | 0  | 1   | 2   | 3   | -1   |
| Namibie              | 1   | 0  | 1  | 0   | 1   | 1   | 0    |
| Nouvelle-Zélande     | 1   | 0  | 1  | 0   | 1   | 1   | 0    |
| Oman                 | 13  | 3  | 4  | 6   | 12  | 15  | -3   |
| Ouganda              | 1   | 0  | 0  | 1   | 0   | 2   | -2   |
| Ouzbékistan          | 6   | 0  | 2  | 4   | 1   | 8   | -7   |
| Pakistan             | 3   | 3  | 0  | 0   | 17  | 2   | 15   |
| Palestine            | 7   | 1  | 5  | 1   | 4   | 3   | 1    |
| Palestine mandataire | 1   | 0  | 0  | 1   | 1   | 5   | -4   |
| Philippines          | 1   | 1  | 0  | 0   | 3   | 0   | 3    |
| Qatar                | 10  | 0  | 1  | 9   | 2   | 21  | -19  |
| Singapour            | 5   | 2  | 1  | 2   | 5   | 6   | -1   |
| Slovaquie            | 1   | 1  | 0  | 0   | 2   | 1   | 1    |
| Somalie              | 1   | 1  | 0  | 0   | 4   | 0   | 4    |
| Soudan               | 4   | 1  | 2  | 1   | 2   | 3   | -1   |
| Sri Lanka            | 5   | 4  | 0  | 1   | 18  | 6   | 12   |
| Syrie                | 24  | 5  | 5  | 14  | 27  | 44  | -17  |
| Tadjikistan          | 2   | 1  | 0  | 1   | 2   | 2   | 0    |
| Tchéquie             | 1   | 0  | 0  | 1   | 0   | 3   | -3   |
| Thaïlande            | 9   | 2  | 3  | 4   | 16  | 14  | 2    |
| Timor oriental       | 1   | 1  | 0  | 0   | 4   | 0   | 4    |
| Tunisie              | 4   | 1  | 1  | 2   | 3   | 5   | 0    |
| Turkménistan         | 4   | 3  | 0  | 1   | 8   | 6   | 2    |
| Turquie              | 1   | 0  | 0  | 1   | 0   | 4   | -4   |
| Vanuatu              | 1   | 1  | 0  | 0   | 3   | 1   | 2    |
| Viêt Nam             | 4   | 1  | 2  | 1   | 4   | 4   | 0    |
| Yémen                | 4   | 2  | 1  | 1   | 7   | 5   | 2    |
| Yémen du Sud         | 1   | 1  | 0  | 0   | 4   | 3   | 1    |
| Total                | 357 | 99 | 98 | 160 | 411 | 511 | -100 |